# Martin Wilhelm von Waldthausen

V.l.: Martin Wilhelm von Waldthausen, sein Sohn Albert Karl, seine Tochter Maria und seine Ehefrau Klara

Martin Wilhelm von Waldthausen (* 30. November 1875 in Essen; † 21. September 1928 in Wiesbaden) war ein preußischer Leutnant, der von 1908 bis 1910 im Lennebergwald zwischen Mainz und Budenheim das Schloss Waldthausen erbaute.

## Leben

### Herkunft
Martin Wilhelm von Waldthausen stammte aus der angesehenen Essener Patrizier- und Industriellenfamilie Waldthausen. Er war das einzige Kind des Bankiers Albert von Waldthausen (1834–1924) und dessen Ehefrau Henriette, geborene Bährens (1835–1918).

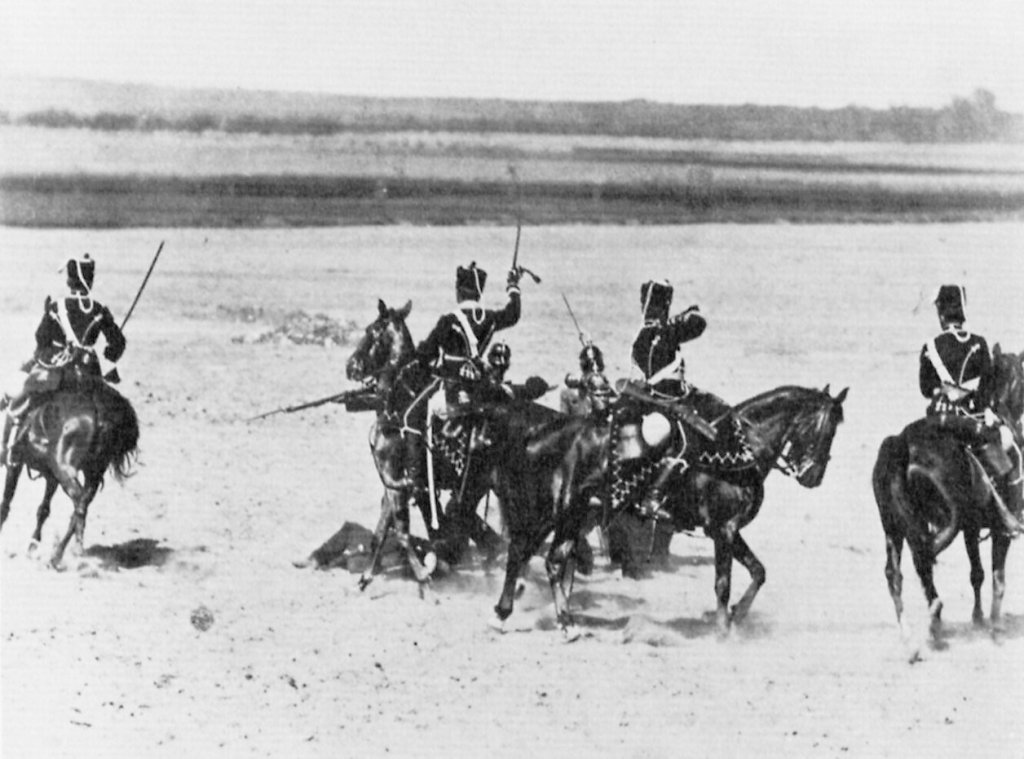
Husaren bei einem Kaisermanöver

### Offizierslaufbahn
Über die ersten beiden Lebensjahrzehnte Waldthausens ist nur wenig bekannt. Offenbar wollte er aber nicht Bankier wie sein Vater werden und entschied sich erst mit Mitte 20 für eine Offizierslaufbahn in der Preußischen Armee. 1901 oder 1902 trat er in das Husaren-Regiment „König Humbert von Italien“ (1. Kurhessisches) Nr. 13 ein, das zu dieser Zeit in der Golden-Ross-Kaserne in der Festung Mainz im Großherzogtum Hessen stationiert war. Er hatte dort den Dienstgrad eines Leutnants.
Bei einem Militärmanöver mit Kaiserparade im Übungsgebiet Mainzer Sand kam es (vermutlich 1904) zu einem Zwischenfall, durch den sich Waldthausen durch Kaiser Wilhelm II. gekränkt fühlte. Im Gegenzug soll er auch eine abfällige Äußerung über den Kaiser gemacht haben (das so genannte Götzzitat). Dies hätte den Tatbestand der Majestätsbeleidigung erfüllt, wurde aber offenbar nicht strafrechtlich verfolgt. Waldthausen schied nach dem Zwischenfall aus dem Militärdienst aus.

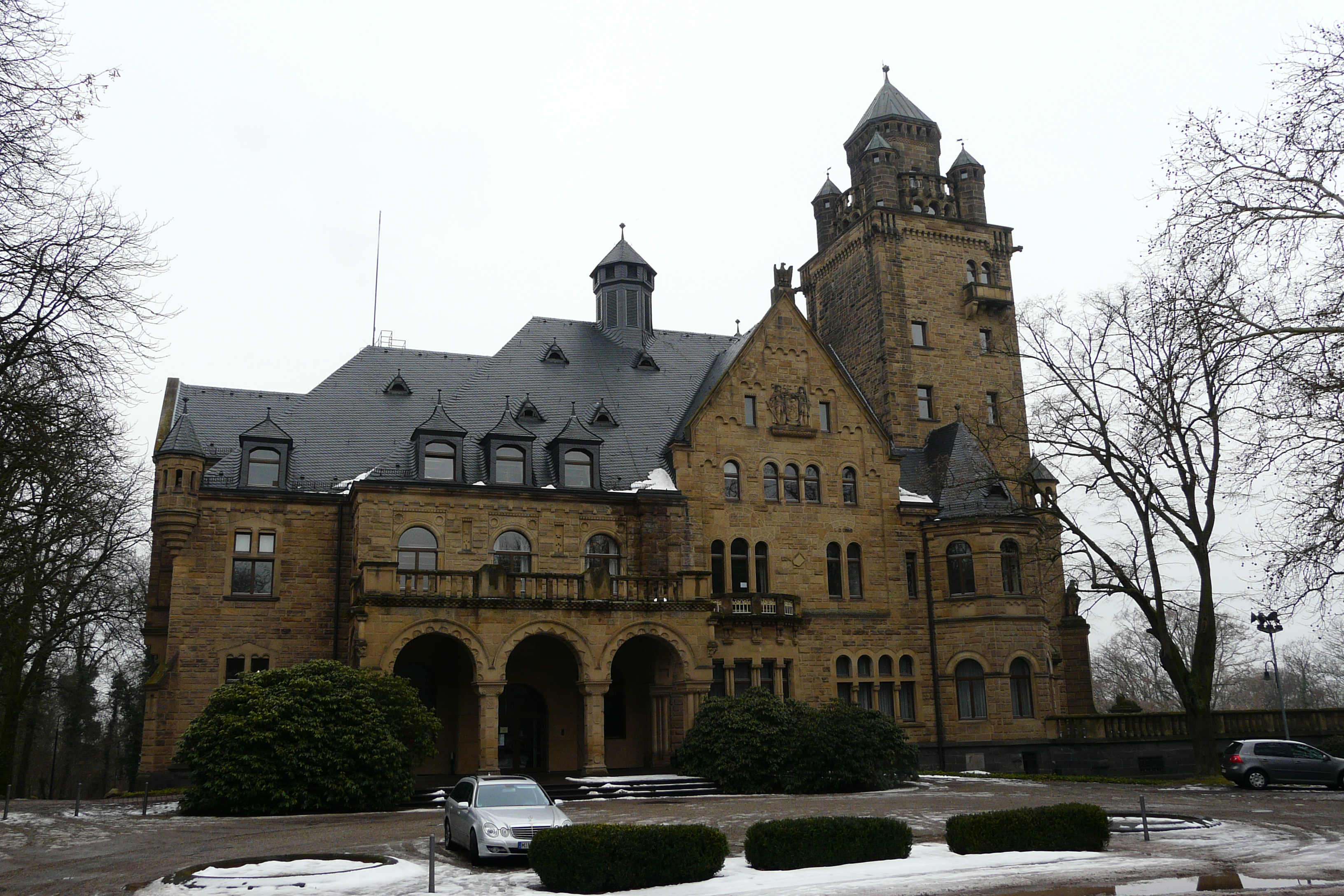
Schloss Waldthausen

### Schloss Waldthausen
Nach dem Ausscheiden aus dem Militär lebte Waldthausen in Mainz als Privatier. Am 21. Februar 1905 heiratete er, im Alter von 29 Jahren, in Essen die mehr als vier Jahre ältere Klara Elise Theodore Korte (1871–1940). Mit ihr hatte er drei Kinder: Irene (1906–1911), Horst (1907–1933) und Elisabeth (1909–1910), die alle in Mainz geboren wurden. Der Waldthausen ließ als Wohnsitz für sich und seine Familie von 1908 bis 1910 im Lennebergwald zwischen Mainz und Budenheim das Schloss Waldthausen erbauen, in das sie im Januar 1910 einzogen.
Die prunkvolle Villa samt mehreren Nebengebäuden sowie einem weitläufigen Park und einem großen terrassierten Schlossgarten mit Fischteich soll die für die damalige Zeit sehr hohe Summe von 18 Millionen Mark gekostet haben. Ein Motiv für die prächtige Ausführung der Schlossvilla könnte Geltungsdrang gegenüber Kaiser Wilhelm II. gewesen sein. Er soll seinen Architekten angewiesen haben, die Villa nach dem Vorbild des Residenzschlosses in Posen zu errichten, das der Kaiser von 1905 bis 1913 bauen ließ.

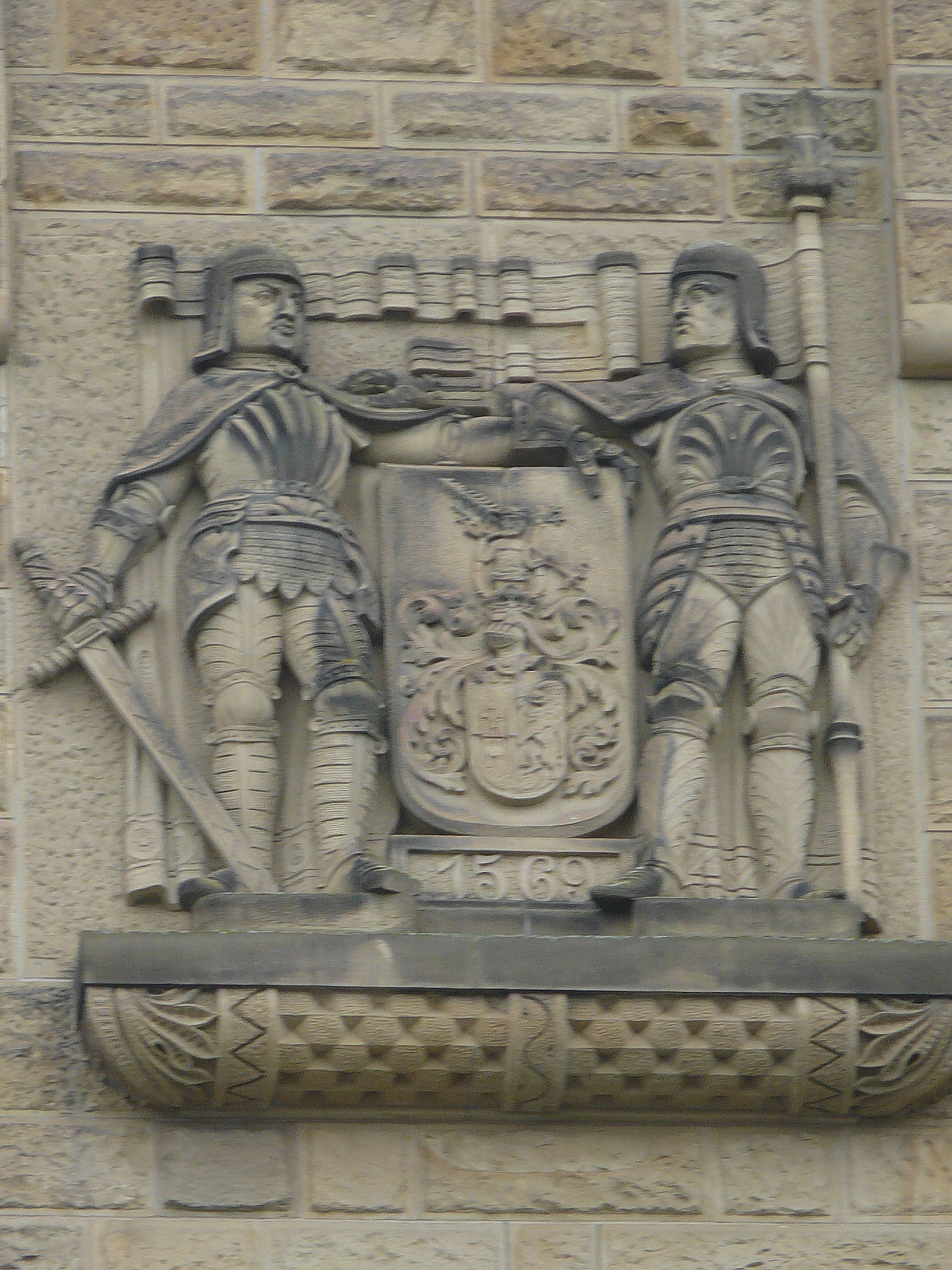
Das Wappen der Familie an Schloss Waldthausen

An der Eingangsfassade ließ Waldthausen ein riesiges Relief des Familienwappens anbringen, das die Jahreszahl 1569 trägt. Er legte großen Wert darauf, nicht zum neureichen Geldadel zu gehören und berief sich dabei auf seinen 1569 geadelten Vorfahren Justus von Waldthausen. Sein Vater Albert von Waldthausen hatte am 31. Dezember 1900 eine preußische Adelsbestätigung erhalten.
Schloss Waldthausen brachte der Familie kein Glück: Kurz nach dem Einzug starb im März 1910 die jüngere Tochter Elisabeth – der Säugling wurde nur zehn Wochen alt. Und im November 1911 starb auch noch die ältere Tochter Maria im Alter von nur fünf Jahren.

### Emigration
Mit Beginn des Ersten Weltkriegs verließen Waldthausen, seine Frau und sein Sohn Horst 1914 Deutschland und lebten fortan in der Schweiz und in Liechtenstein. Die Familie erwarb die Schweizer Staatsbürgerschaft und kehrten nie wieder nach Schloss Waldthausen zurück.
Martin Wilhelm von Waldthausen ist am 21. September 1928 im Alter von 52 Jahren bei einem Aufenthalt in Wiesbaden gestorben. Er erlebte nicht mehr, dass sein Sohn Horst im Alter von 26 Jahren im August 1933 bei einem Autorennen tödlich verunglückte.
Im Mainzer Stadtteil Finthen gibt es eine Waldthausenstraße, die nach dem Freiherrn benannt ist.